# مانويل ريمان
مانويل ريمان (بالألمانية: Manuel Riemann) هو لاعب كرة قدم ألماني في مركز حراسة المرمى، ولد في 9 سبتمبر 1988 في مولدورف في ألمانيا. لعب مع نادي أوسنابروك ونادي بوخوم ونادي ساندهاوزن.

## وصلات خارجية
- مانويل ريمان على موقع قاعدة بيانات كرة القدم.إي يو (الإنجليزية)
- مانويل ريمان على موقع بيانات كرة القدم. دي إي (الألمانية)
- مانويل ريمان على موقع Soccerway.com (الإنجليزية)
- مانويل ريمان على موقع عالم كرة القدم.نت (الإنجليزية)